# Бухарска област
Бухарска област (узб. Buxoro viloyati, Бухоро вилояти; ујг. بۇحارا ۋىلايەتى) једна је од 12 области Узбекистана. Подељена је на 11 округа, а главни град области је Бухара.